# Samuel Benito
Samuel Benito (* 28. Juni 2000 in Berlin) ist ein US-amerikanisch-deutscher Schauspieler.

## Leben
Benito spielte 2013 in der deutschen Jugend-Fantasy-Krimiserie Binny und der Geist mit. Unter der Regie von Leo Khasin übernahm er eine Hauptrolle als Max Berlinger im ZDF-Fernsehfilm Das Unwort, der sich mit antisemitischem Mobbing unter Jugendlichen auseinandersetzt. An seiner Seite spielten unter anderem Iris Berben und Devid Striesow. Der Film feierte 2020 seine Premiere beim Zürich Film Festival.
2022 spielte Benito die Hauptrolle des Walter Schuster in der von Warner TV produzierten Netflix Streaming-Serie Almost Fly. Im Herbst 2024 war er auf RTL+ in der Hauptrolle der Folge Dezember zu sehen, Teil der Serienadaption des ZEIT Verbrechen-Podcasts. Für seine darstellerische Leistung wurde er 2024 für den Deutschen Schauspielpreis in der Kategorie Bester Nachwuchsschauspieler nominiert.
2025 erhielt Benito zudem die Nominierung als „Newcomer“ beim New Faces Award für seine Hauptrolle im Tatort: Der Stelzenmann.

## Filmografie
- 2013: Binny und der Geist
- 2019: Krass Klassenfahrt (Webserie)
- 2020: Fritzie – Der Himmel muss warten
- 2020: Das Unwort
- 2021: Tatort: Wunder gibt es immer wieder
- 2022: Almost Fly[4]
- 2024: München Mord: A saisonale G’schicht (Fernsehreihe)
- 2024: Zeit Verbrechen (Miniserie, Folge Dezember)
- 2025: Tatort: Der Stelzenmann